# De valse papegaai
De valse papegaai is het 181ste stripverhaal van Jommeke. De reeks wordt getekend door striptekenaar Jef Nys. Scenarist is Jan Ruysbergh.

## Verhaal
Op een dag is de koningin van Onderland vrijgekomen uit het rusthuis. Ze wil wraak. Toevallig heeft Flip haar gezien terwijl ze in een dierenwinkel een papegaai heeft gekocht. Flip doet zijn verhaal maar Jommeke en Filiberke geloven er niet veel van. Flip trekt alleen op onderzoek naar het kasteel van Achterberg. Flip wordt daar gevangengenomen. Dan neemt een slechte dubbelgangerpapegaai zijn plaats in. Thuis bij Jommeke merken ze dat Flip vreemd doet, maar schenken er weinig aandacht aan. Later vraagt de gravin van Stiepelteen aan Jommeke om op Fifi te komen letten wanneer ze op vakantie is. De gravin toont Jommeke de kluis en zegt ook de code. De valse papegaai, die ook aanwezig is, meldt dit aan de koningin van Onderland. Enige tijd later rooft de koningin van onderland de kluis leeg. Filiberke gaat op speurtocht samen met Pekkie en komen terecht bij het kasteel van Achterberg. Daar ziet Filiberke de koningin en de valse Flip samen. Filiberke vertelt het gehele verhaal aan zijn vrienden, maar niemand gelooft hem. Doch wanneer de valse Flip in het zwembad valt en de Miekes hem afdrogen, verliest hij zijn kleuren. De valse papegaai is ontmaskerd. Jommeke en Filiberke trekken direct naar het kasteel en bedenken ginder een plan. Tot slot wordt de koningin terug gevangengezet. Alles loopt goed af.